# Meshaal Al-Ahmad Al-Jaber Al-Sabah
Meshaal Al-Ahmad Al-Jaber Al-Sabah (geboren op 27 september 1940) is sinds 16 december 2023 de zeventiende emir (vorst) van Koeweit. Hij besteeg de troon op 83-jarige leeftijd na de dood van zijn 86-jarige halfbroer Nawaf al-Ahmad al-Jaber al-Sabah. Tot zijn benoeming tot emir was hij de oudste kroonprins ter wereld.

## Kroonprins
Meshaal's halbroer Nawaf werd emir na de dood van zijn halfbroer Sabah IV Al-Ahmad Al-Jaber Al-Sabah op 29 september 2020. Volgens de Koeweitse wet had Nawaf een jaar de tijd om zijn kroonprins te kiezen. Na een recordtijd van acht dagen koos hij op 7 oktober zijn halfbroer Meshaal. Zijn keuze was controversieel omdat ze liet zien dat de koninklijke familie de voorkeur gaf aan de oudere generatie in plaats van jongere kanshebbers zoals premier Nasser Al-Mohammed Al-Sabah of vicepremier Nasser Sabah Al-Ahmad Al-Sabah.
Meshaal werd al sinds 2021 beschouwd als de feitelijke heerser van Koeweit vanwege de slechte gezondheid van Nawaf. Op 2 september 2021 sprak Meshaal met de Amerikaanse vicepresident Kamala Harris over de betrekkingen tussen de VS en Koeweit en de rol van Koeweit bij de evacuatie van Afghanistan.
Meshaal vertegenwoordigde Koeweit op tal van internationale evenementen, waaronder de begrafenis van Elizabeth II Londen in 2022 en de bruiloft van Hoessein bin al-Abdoellah, de kroonprins van Jordanië, in 2023.

## Emir
Na de dood van Nawaf volgde Meshaal hem op 16 december 2023 op als staatshoofd. Op 4 januari 2024 benoemde hij Sjeik Mohammed Sabah as-Salim as-Sabah, zijn neef en achterneef, tot premier van Koeweit, waarmee voor het eerst in 20 jaar een lid van de Banu Salim-tak van de koninklijke familie van Koeweit die functie bekleedde. Op 15 april 2024 verving hij Mohammed en benoemde Ahmad al-Abdullah as-Sabah, een andere neef, tot premier in zijn plaats. In juni 2024 benoemde hij zijn neef en achterneef Sabah al-Khaled al-Sabah tot kroonprins van Koeweit.